# Chicago American
Chicago American est un quotidien américain du groupe Hearst publié à Chicago sous divers noms de 1900 à 1974. À la suite de diverses fusions, il a régulièrement changé de nom. Sa dernière incarnation, Chicago Today, a cessé de paraître le 13 septembre 1974.

## Liste chronologique des noms
Journal du matin
- Hearst's Chicago American : 4 juillet 1900-1er août 1901
- Hearst's Chicago Morning American : 2 août 1901-1902
- Hearst's Chicago Examiner and American : 1901-1902 (fusionne avec le Chicago Examiner)

Journal du soir
- Hearst's Chicago Evening American, 6 avril 1901-9 mai 1903
- Chicago Evening American, 11 mai 1903-6 septembre 1912
- Chicago American, 7 septembre 1912-17 juillet 1914
- Chicago evening American, 18 juillet 1914-27 août 1939 (fusion avec Chicago Herald and Examiner)

Journal du matin
- Chicago Herald American, 28 août 1939-5 avril 1953
- Chicago American, 6 avril 1953-24 octobre 1959
- Chicago's American, 25 octobre 1959-27 avril 1969
- Chicago Today American, 28 avril 1969-23 mai 1970
- Chicago Today, 24 mai 1970-13 septembre 1974